# District de Condom
Le district de Condom est une ancienne division territoriale française du département du Gers de 1790 à 1795. Il est créé par le décret de l'Assemblée nationale du 28 janvier 1790.

## Composition
Il était composé des cantons de Condom, Eauze, Fourcés, Gondrin, Lannepax, Laroumieu, Montréal, Saint Puy et Valence formant 171 communes. Un état de 1792 indique que le district est composé de 68 communes à la suite du mouvement de réunion de communes de 1791.